# De Stijl (альбом)
De Stijl (с нидерл. — «Стиль») — второй студийный альбом американской гаражной рок группы The White Stripes, выпущенный 20 июня 2000 года на лейбле Sympathy for the Record Industry. Альбом был спродюсирован музыкантом Джеком Уайтом и записан в студии Third Man Studios в Детройте, штат Мичиган. Альбом посвящён американскому блюзмену Уильяму Сэмюэлу МакТайеру и нидерландскому дизайнеру Герриту Ритвельду. Альбом считается культовой классикой группы; она была записана на аналоговой магнитофонной кассете Stereo 8 в гостиной Джека Уайта. Данная пластинка демонстрирует слияние упрощённого блюза и «сглаженного гаражного рока», обеспечившее прорыв группы.
Альбом достиг 38 места в американском чарте Independent Albums и 137 место в британском чарте Official Charts Company, тем самым утвердив за собой статус популярной группы. Один критик из New York Times в то время сказал, что Stripes олицетворяли «то, что многие поклонники хип-рока считают настоящей музыкой».

## Об альбоме

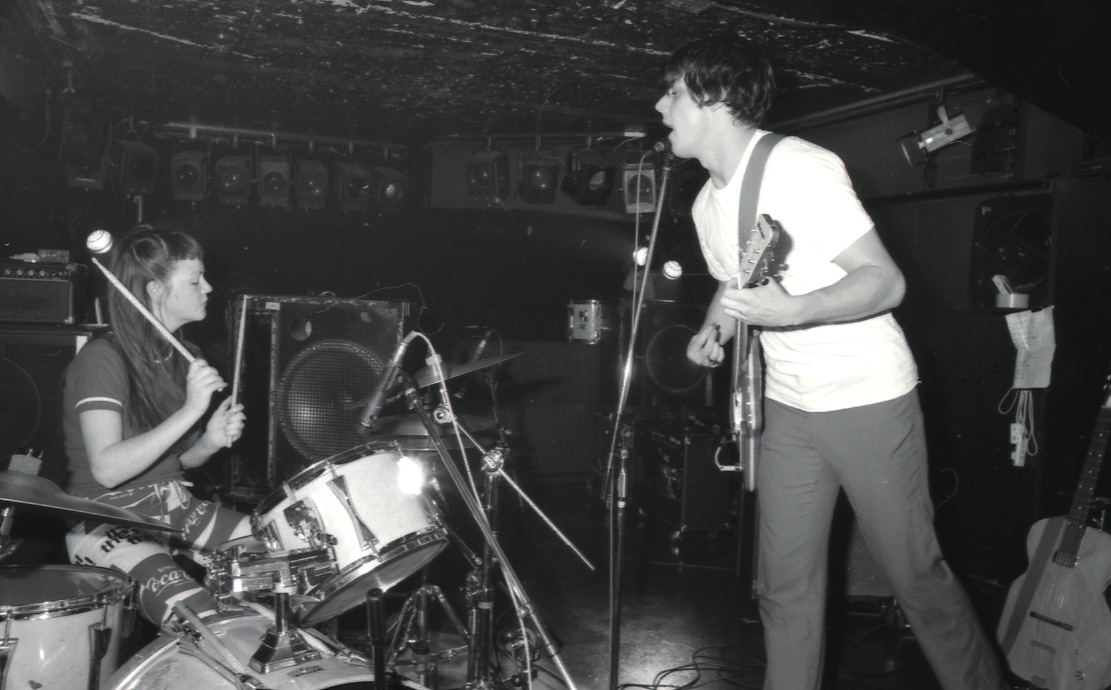
Живое выступление группы в клубе Shinjuku Jam, Токио в 2000 году

Название пластинки отсылает к одноимённому нидерландскому направлению в искусстве; общие элементы и эстетики данного стиля демонстрируются на обложке альбома, на котором изображены участники группы на абстрактном фоне из прямоугольников и прямых линий выкрашенные в красный, белый и чёрный цвета. The White Stripes ссылались на минималистские и деконструкционистские аспекты дизайна De Stijl как источник вдохновения для собственного музыкального имиджа и представлений.
Перед тем, как начать тур в поддержку альбома, Джек Уайт закрыл свой обивочный магазин.
5 февраля 2009 года канадский радиоведущая Radio-Canada Доминик Пайет подала иск на The White Stripes за использование девятисекундного клипа её интервью с маленькой девочкой в начале песни «Jumble, Jumble». Она потребовала 70,000 долларов на возмещение ущерба и снятия альбома с прилавок магазинов. В итоге диспут был урегулирован вне суда.
Песня «Why Can’t You Be Nicer to Me?» можно услышать в мультсериале «Симпсоны» в серии «Judge Me Tender». Песня «Apple Blossom» вошла в саундтрек фильма «Омерзительная восьмёрка» Квентина Тарантино.

## Список композиций
Все песни написаны Джеком Уайтом, за исключением отмеченных
| №   | Название                                  | Автор(ы)              | Длительность |
| --- | ----------------------------------------- | --------------------- | ------------ |
| 1.  | «You're Pretty Good Looking (For a Girl)» |                       | 1:49         |
| 2.  | «Hello Operator»                          |                       | 2:36         |
| 3.  | «Little Bird»                             |                       | 3:06         |
| 4.  | «Apple Blossom»                           |                       | 2:13         |
| 5.  | «I'm Bound to Pack It Up»                 |                       | 3:09         |
| 6.  | «Death Letter»                            | Сон Хаус              | 4:29         |
| 7.  | «Sister, Do You Know My Name?»            |                       | 2:52         |
| 8.  | «Truth Doesn't Make a Noise»              |                       | 3:14         |
| 9.  | «A Boy's Best Friend»                     |                       | 4:22         |
| 10. | «Let's Build a Home»                      |                       | 1:58         |
| 11. | «Jumble, Jumble»                          |                       | 1:53         |
| 12. | «Why Can't You Be Nicer to Me?»           |                       | 3:22         |
| 13. | «Your Southern Can Is Mine»               | Уильям Слепой Мактелл | 2:29         |

## Участники записи
- Джек Уайт — гитара, клавишные, вокал
- Мэг Уайт — ударные, тамбурин, вокал в «Your Southern Can Is Mine»

Приглашённые музыканты
- Джон Шиманский — гармоника в «Hello Operator»
- Пол Генри Осси — скрипка в «I’m Bound to Pack It Up», электрическая скрипка в «Why Can’t You Be Nicer to Me?»

## Позиции в чартах
| Чарт (2004)                         | Позиция |
| ----------------------------------- | ------- |
| Франция (SNEP)                      | 164     |
| UK Albums (Official Charts Company) | 137     |
| US Independent Albums (Billboard)   | 38      |